# 25570 Kesun
25570 Kesun è un asteroide della fascia principale. Scoperto nel 1999, presenta un'orbita caratterizzata da un semiasse maggiore pari a 2,3587162 UA e da un'eccentricità di 0,1049236, inclinata di 7,60626° rispetto all'eclittica.